# 亞歷山德里夫卡 (波克羅夫斯凱市鎮)
亞歷山德里夫卡（烏克蘭語：Олександрівка）是位於烏克蘭中部第聶伯羅彼得羅夫斯克州的村落，由錫內利尼科韋區的波克羅夫斯凱市鎮負責管轄。該村處於沃夫恰河畔，距離多布羅帕索韋和博戈達里夫卡1公里，面積3.12平方公里，海拔高度94米，2001年人口1,951。